# 红船旗

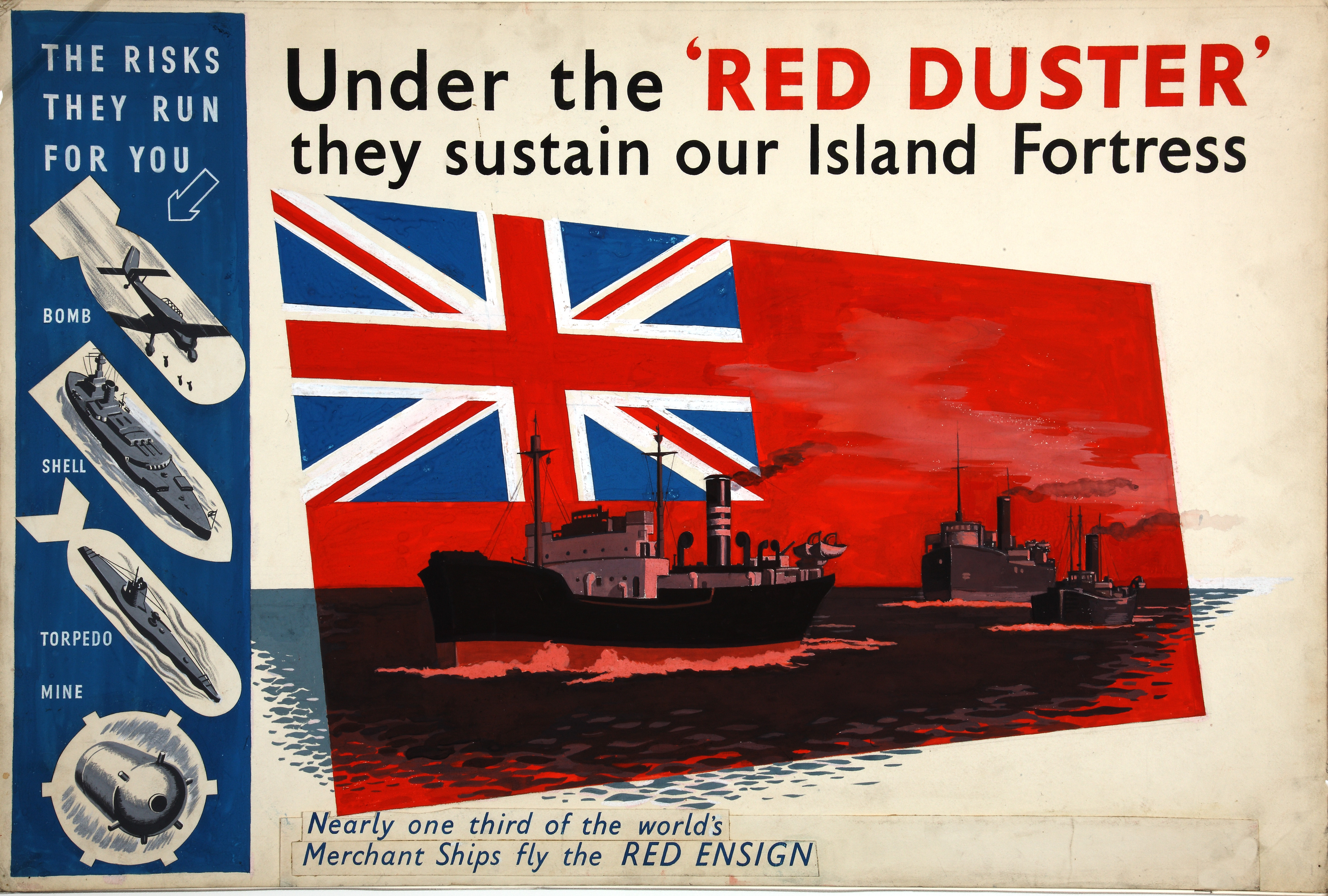
二战时期英国商船海军宣传画

红船旗（英語：Red Ensign，Red Duster），又譯紅色軍旗，是英国的商船旗。最早起源于十七世纪英国皇家海军的船旗，后被英国商船隊使用。其最早出现的年代尚不确定，目前仅有英国海军在1620年代制作了这面旗帜的记载。

## 历史
1674年查理二世发布通告，将红船旗确定为英格兰商船的船旗。此时左上角为英格兰的乔治十字。苏格兰皇家海军使用的红船旗左上角则是蘇格蘭國旗。
《1707年联合法案》通过后，英格兰与苏格兰合并为大不列颠王国，随后安妮女王发布了左上角联合旗的红船旗。《1800年联合法案》通过后组建联合王国，圣帕特里克十字被加入其中，成为今天的版本。
1854年的商船法案规定红船旗为英国商船所用的旗帜。直到1864年以前，英国海军也使用红船旗，作为被独立指挥而未编入舰队的军舰船旗，此时白船旗、蓝船旗和红船旗均被皇家海军使用。
- 17世纪初英格兰的红船旗
- 苏格兰皇家海军在1707年合并前的红船旗
- 1707–1800年间的红船旗
- 英属美洲的红船旗
- 英属印度的红船旗
- 非官方的加拿大红船旗
1868年－1921年
- 1907年版加拿大红船旗，常在加拿大西部使用
- 加拿大红船旗
1921年－1957年
- 加拿大红船旗
1957年－1965年
- 非官方的香港紅船旗
1959年－1997年

## 目前以红船旗为蓝本的正在使用的旗帜
- 萨摩亚国旗
- 百慕達旗帜
- 加拿大安大略省旗
- 加拿大曼尼托巴省旗
- 澳大利亚民船旗
- 直布罗陀民船旗
- 斐济民船旗
- 紐西蘭民船旗
- 曼岛民船旗
- 根西民船旗
- 泽西民船旗
- 特克斯和凯科斯群岛民船旗
- 英属维尔京群岛民船旗
- 美国马萨诸塞州汤顿市旗

## 目前以红船旗为蓝本的受影响正在使用的民船旗
- 印度
- 巴基斯坦
- 孟加拉人民共和国
- 尼日利亚
- 斯里兰卡
- 所罗门群岛
- 毛里求斯
- 巴哈马
- 加纳共和国
- 马来西亚
- 阿拉伯联合酋长国